# Tomb Raider: The Last Revelation
Tomb Raider: The Last Revelation (с англ. — «Расхитительница гробниц: Последнее откровение») — четвёртая игра в серии о приключениях Лары Крофт. Игра была разработана Core Design и издана Eidos Interactive на PC, PlayStation и Sega Dreamcast. В России игра была официально выпущена компанией «Новый Диск» под названием «Tomb Raider: Последнее откровение».

## Сюжет игры
В начале игры юная Лара в сопровождении своего наставника — профессора Вернера фон Кроя (Werner Von Croy) отправляется в Камбоджу, где надеется найти таинственный артефакт Ирис (Iris). Однако, в результате несчастного случая Лара теряет своего наставника, и, дабы сохранить собственную жизнь, ей приходится отказаться от дальнейших поисков.
Следующий этап игры переносит игрока на 15 лет вперёд, в Египет, где Лара Крофт обнаруживает древнюю гробницу, в которой когда-то был заключён грозный египетский бог Сет. Она по неосторожности открывает гробницу и выпускает на волю дух божества, в результате чего оказывается втянутой в смертельную гонку со временем, так как именно ей предстоит вернуть дух Сета обратно в могилу до того, как на Земле наступит Апокалипсис.
В своих поисках Ларе доведётся побывать в различных уголках Египта и посетить Фарос (Pharos), Храм Исиды (Temple of Isis), Храм Посейдона (Temple of Poseidon) и Дворцы Клеопатры (Cleopatra’s Palaces).

## Игровой процесс
В игре присутствуют несколько нововведений. У Лары появились новые возможности: теперь она может использовать свисающие канаты, чтобы перебраться через пропасти и провалы, может карабкаться вверх и вниз по вертикальным шестам, а также, карабкаясь на руках вдоль выступов, огибать углы. Была улучшена модель Лары. По сравнению с предыдущими играми серии, она выглядит более сглаженной и проработанной. Этого удалось добиться за счёт добавления подвижных частей в местах соединения конечностей, и таким образом придать главной героине более реалистичный вид. В этой игре Лара имеет возможность возвращаться на предыдущие уровни, так как некоторые из них можно проходить в нелинейном порядке и различными маршрутами.
Вместо ранее использовавшегося кольцеобразного инвентаря, теперь инвентарь имеет линейный вид, где все предметы расположены в виде горизонтальной линии. В левом нижнем углу экрана инвентаря присутствует компас, но он нужен только для активации кодов или для помощи в разгадывании головоломок на уровне «Цитадель». Кроме того, некоторые предметы в инвентаре можно комбинировать между собой, например, совместить оружие с лазерным прицелом.
В арсенале Лары появилось новое оружие — револьвер. Хотя револьвер становится доступен игроку лишь в конце игры, это очень мощное и эффективное оружие, чтобы остановить врага. В сочетании с лазерным прицелом, игрок может использовать его для отстрела удалённых целей. Лазерным прицелом также можно оборудовать арбалет тем, чтобы ещё больше детализировать визуальное оформление.
Игра насчитывает 38 уровней.

## Персонажи
- Лара Крофт (Lara Croft)

Центральный персонаж игры. Археолог. Путешествует по миру, исследуя древние гробницы и руины, где её нередко подстерегают различные опасности, начиная от смертельных ловушек и механизмов, и заканчивая враждебно настроенными конкурентами, дикими животными, мифическими существами и сверхъестественными созданиями.
- Вернер фон Крой (Werner Von Croy)

Всемирно известный археолог и исследователь, а также наставник юной Лары Крофт. Родился в Вене в 1940 году. Когда Ларе исполнилось 16 лет, профессор Фон Крой взял её с собой в Ангкор-Ват, в Камбодже. Цель путешествия состояла в том, чтобы обучить Лару базовым археологическим навыкам, а также привить ей уважение к прошлому. Пятнадцать лет спустя их пути снова пересеклись. На этот раз — в попытке оспорить право на священный Амулет Гора из гробницы Сета. В процессе игры разумом фон Кроя завладевает бог Сет, используя профессора как объект для достижения своих целей.
- Жан-Ив (Jean-Yves)

Археолог и друг Лары, чьи знания о Древнем Египте являются большим подспорьем для неё.
- Ахмед (Ahmed)

Проводник, нанятый Ларой для помощи в исследовании гробницы Сета. Позднее Лара выясняет, что он работает на Вернера Фон Кроя. Она подстерегает Ахмеда возле гробницы Семерхета в Карнаке и пытается выяснить, куда направляется Фон Крой. Ахмед указывает на Александрию…
- Сержант Азиз (Sergeant Azizus)

Второстепенный персонаж. Появляется в нескольких сценах в Каире. Тяжело раненый, он объясняет Ларе, как справиться с огромным огнедышащим существом, охраняющим вход в Цитадель.
- Сет (Seth)

Согласно сюжету — древнеегипетский Бог Хаоса и Разрушений, неосмотрительно освобождённый Ларой. Его дух возрождается в теле Вернера Фон Кроя, чтобы воспрепятствовать Ларе вернуть к жизни своего врага — Гора.
- Гор (Horus)

Согласно игре — древнеегипетский Бог Света и Неба, заточивший Сета, и опечатавший его могилу. По сюжету, Гор должен воскреснуть, облачённый в могущественные доспехи и вооружённый магическим амулетом, дабы сразиться с Сетом и повторно заточить его в гробнице, теперь уже навечно.

## Игровые локации
В отличие от предыдущих игр, в которых сюжет забрасывал игрока в самые разнообразные точки земного шара, в этой игре путешествие Лары пролегает через Камбоджу в прологе, а всю остальную часть — только в Египте.
- Камбоджа (Cambodia)

Начальный уровень игры. В 1984 году Лара вместе с профессором Вернером фон Кроем отправляется в Камбоджу на поиски артефакта Ирис. Этот этап служит тренировочным уровнем для игрока, в отличие от предыдущих игр, где роль тренировочного уровня выполнял особняк Лары. В Камбодже игрок также узнаёт о соперничестве между Ларой и Фон Кроем. Этап состоит из двух уровней: «Ангкор-Ват» и «Гонка за Ирис».
- Долина Царей (Valley of the Kings)

2000 год. Лара в сопровождении гида-проводника прибывает в Долину Царей, чтобы внутри гробницы Сета отыскать Амулет Гора. После обнаружения амулета Лара узнаёт, что её проводник работает на Вернера фон Кроя, и преследует его через Долину Царей. Этот этап состоит из четырёх уровней: «Гробница Сета», «Погребальные Палаты», «Долина Царей» и «KV5».
- Храм Карнака (The Temple of Karnak)

Лара приезжает в Храм Карнака, чтобы найти могилу Семерхета и узнать, почему Сет был погребён в Долине Царей. Фон Крой наблюдает за её поисками и когда Лара находит могилу Семерхета, забирает у неё Амулет Гора, после чего скрывается. В дальнейшем Лара узнаёт, что Фон Крой направился в Александрию, дабы отыскать доспехи Гора. Этот этап состоит из шести уровней: «Храм Карнака», «Большой Гипостильный Зал», «Священное Озеро», «Гробница Семерхета», «Страж Семерхета» и «Железная дорога через пустыню».
- Александрия (Alexandria)

Лара встречается с Жан-Ивом, чтобы обсудить, где могут находиться доспехи Гора. Доспехи, разделённые на части, покоятся в руинах на побережье Александрии: в катакомбах, в скрытом Храме, построенном в честь Посейдона, внутри древней библиотеки, на протяжении долгого времени стоявшей разрушенной, а также во Дворцах Клеопатры. Этап состоит из восьми уровней: «Александрия», «Прибрежные руины», «Катакомбы», «Храм Посейдона», «Потерянная Библиотека», «Зал Деметриуса», «Храм Исиды» и «Дворцы Клеопатры».
- Каир (Cairo)

Узнав, что Фон Крой похитил Жан-Ива с целью заставить Лару отдать ему доспехи Гора, Лара прибывает в Каир и направляется к древней Цитадели. По пути она узнаёт, что у врат Цитадели происходит нечто необъяснимое. Попав в Цитадель, Лара выясняет, что дух Сета завладел Вернером фон Кроем. Позже ей удаётся вернуть себе магический Амулет Гора. Этап состоит из шести уровней: «Город мёртвых», «Окопы», «Палаты Тулуна», «Уличный базар», «Врата Цитадели» и «Цитадель».
- Гиза (Giza)

Путь Лары лежит в Гизу, чтобы пробудить бога Гора, единственного, кто в состоянии одержать победу над Сетом. Фон Крой также направляется в Гизу, дабы помешать Ларе, но ей удаётся опередить профессора. Лара достигает Великой Пирамиды, проникает в Храм Гора и с помощью амулета пытается призвать Бога Неба, однако, в её планы внезапно вмешивается Сет. Завершающий этап игры включает в себя десять уровней: «Комплекс Сфинкса», «Под Сфинксом», «Пирамида Менкаура», «Внутри Пирамиды Менкаура», «Мастаба», «Великая Пирамида», «Внутри Великой Пирамиды» и «Храм Гора» (который, в свою очередь, разделен на два уровня).

## Редактор уровней
В 2000 году компания Core Design выпустила официальный редактор уровней для игры. Редактор был выпущен на диске с игрой Tomb Raider: Chronicles (PC версия).

## Оценки
| Сводный рейтинг | Сводный рейтинг                         |
| Агрегатор       | Оценка                                  |
| --------------- | --------------------------------------- |
| GameRankings    | 79,23 % (PS) 75,07 % (PC) 62,95 % (SDC) |